# I santi Cecilia, Tiburzio e Valeriano
I santi Cecilia, Tiburzio e Valeriano è un dipinto di Giovanni Badile, realizzato con la tecnica della pittura a tempera su tavola, conservato nel Museo di Castelvecchio a Verona.